# Power Is Power
Singles par SZA
Garden (Say It Like Dat)
(2018) Just Us
(2019)
Singles par The Weeknd
Wake Up (en)
(2019) Heartless
(2019)
Singles par Khalid
Wake Up
(2019) The London
(2019)
Clip vidéo
[vidéo] « Power Is Power », sur YouTube
Power Is Power est une chanson de la chanteuse américaine SZA, du chanteur canadien The Weeknd et du rappeur américain Travis Scott. Elle est sortie le 18 avril 2019 en tant que single de For the Throne (en), bande originale inspirée de la série Game of Thrones.
C'est la deuxième chanson collaborative de The Weeknd et Travis Scott en 2019, suivant Wake Up (en).

## Paroles
Le titre de la chanson est une phrase prononcée par le personnage Cersei Lannister dans la série télévisée Game of Thrones, les paroles de la chanson tournent cependant autour du personnage Jon Snow. Des auteurs à l'époque ont interprété les paroles comme prédisant peut-être le personnage susmentionné remportant la conclusion de la série,.

## Clip musical
L'aguichage du clip a commencé le 20 avril 2019, le clip présente un thème médiéval, rappelant son émission source Game of Thrones. Il a été réalisé par Anthony Mandler et a été sortie le 5 mai 2019.

## Classements hebdomadaires
| Classement (2019)                        | Meilleure position |
| ---------------------------------------- | ------------------ |
| Australie (ARIA)                         | 30                 |
| Belgique (Flandre Ultratip 100)          | 10                 |
| Belgique (Flandre Ultratop R&B/Hip-Hop)  | 11                 |
| Belgique (Wallonie Ultratip 50)          | 9                  |
| Belgique (Wallonie Ultratop R&B/Hip-Hop) | 19                 |
| Canada (Hot 100)                         | 50                 |
| Canada (CHR/Top 40)                      | 49                 |
| Chine (Billboard Airplay/FL)             | 22                 |
| États-Unis (Hot 100)                     | 90                 |
| États-Unis (R&B/Hip-Hop Songs)           | 36                 |
| États-Unis (Rhythmic Songs)              | 19                 |
| France (SNEP Téléchargements)            | 140                |
| Hongrie (Rádiós Top 40)                  | 40                 |
| Hongrie (Stream Top 40)                  | 16                 |
| Irlande (IRMA)                           | 31                 |
| Lettonie (LAIPA)                         | 23                 |
| Lituanie (AGATA)                         | 13                 |
| Nouvelle-Zélande (RMNZ Hot Singles)      | 3                  |
| Norvège (VG-lista)                       | 33                 |
| Pays-Bas (Single Tip)                    | 13                 |
| Portugal (AFP)                           | 64                 |
| Tchéquie (IFPI Singles Digitál)          | 33                 |
| Royaume-Uni (UK Singles Chart)           | 45                 |
| Slovaquie (IFPI Singles Digitál)         | 18                 |
| Suède (Sverigetopplistan)                | 41                 |
| Suisse (Schweizer Hitparade)             | 67                 |
| Ukraine (Tophit Airplay)                 | 6                  |

## Historique de sortie
| Pays       | Date          | Format                                      | Label(s)   | Ref.   |
| ---------- | ------------- | ------------------------------------------- | ---------- | ------ |
| Divers     | 18 avril 2019 | - Téléchargement - streaming                | - Columbia | [ 33 ] |
| États-Unis | 23 avril 2019 | Diffusion radio Contemporary hit radio (en) | - Columbia | [ 34 ] |
| États-Unis | 23 avril 2019 | Diffusion radio Rhythmic contemporary (en)) | - Columbia | [ 35 ] |
| Italie     | 3 mai 2019    | Diffusion radio Contemporary hit radio      | Sony       | [ 36 ] |